# Battlestar Galactica Deadlock
Battlestar Galactica Deadlock — тактическая стратегическая видеоигра, разработанная Black Lab Games и изданная Slitherine Ltd. Игра была выпущена 31 августа 2017 года для платформ Microsoft Windows, macOS и Linux. Она основана на вселенной научно-фантастического сериала «Звёздный крейсер „Галактика“», созданного Гленом А. Ларсоном и Рональдом Д. Муром.

## Игровой процесс
Battlestar Galactica Deadlock представляет собой пошаговую стратегическую игру с элементами управления флотом и тактическими боями. Игроки берут на себя роль командующего флотом Колониальных Вооружённых Сил (КВС) и участвуют в сражениях против Сайлонов — искусственного интеллекта, восставшего против человечества.
Основные элементы игрового процесса включают:
- Пошаговые тактические бои: Игроки управляют различными типами кораблей, включая звёздные крейсеры, фрегаты и истребители. Каждый корабль имеет свои уникальные характеристики и вооружение, что позволяет игрокам разрабатывать разнообразные стратегии.
- Управление флотом: Игроки могут строить и улучшать свои корабли, а также управлять ресурсами и экипажем. Важную роль играет выбор офицеров, каждый из которых обладает уникальными способностями и может влиять на исход сражений.
- Стратегическая карта: Игроки могут перемещать свои флоты по стратегической карте, захватывать планеты и укреплять свои позиции. Важно учитывать логистику и снабжение, чтобы поддерживать боеспособность флота.
- Сюжетная кампания: Игра предлагает сюжетную кампанию, состоящую из нескольких миссий, которые раскрывают историю конфликта между людьми и Сайлонами. Помимо основной кампании, в игре также присутствуют дополнительные сценарии и многопользовательский режим.

## Сюжет
Действие Battlestar Galactica Deadlock разворачивается во время Первой Сайлонской войны, за 40 лет до событий оригинального сериала. Игроки берут на себя роль командующего флотом КВС и участвуют в ключевых сражениях войны. Сюжетная кампания охватывает несколько лет конфликта и включает в себя различные миссии, от оборонительных операций до наступательных атак на базы Сайлонов.

## Разработка и выпуск
Battlestar Galactica Deadlock была разработана австралийской студией Black Lab Games, известной своими стратегическими играми. Издателем выступила компания Slitherine Ltd, специализирующаяся на стратегических и тактических играх. Игра была анонсирована в начале 2017 года и выпущена 31 августа 2017 года для платформ Microsoft Windows, macOS и Linux.
После выпуска игра получила несколько дополнений, которые добавили новые корабли, миссии и сценарии. Одним из крупных дополнений стало «Resurrection», которое расширило сюжетную кампанию и добавило новые игровые механики.

## Отзывы и критика
Battlestar Galactica Deadlock получила в целом положительные отзывы от критиков и игроков. Игра была высоко оценена за глубокую тактическую механику, атмосферный сюжет и верность вселенной «Звёздного крейсера „Галактика“». Критики отметили, что игра предлагает сложный и увлекательный игровой процесс, который требует от игроков стратегического мышления и планирования.
Однако некоторые игроки выразили недовольство некоторыми аспектами игры, такими как сложность управления ресурсами и необходимость микроменеджмента. Тем не менее, большинство отзывов были положительными, и игра завоевала популярность среди фанатов научно-фантастических стратегий.